# Borza cvetja Aalsmeer
Borza cvetja Aalsmeer (nizozemsko »Bloemenveiling Aalsmeer«) je dražba cvetja, ki jo organizirajo v Aalsmeerju na Nizozemskem.
Gre za največjo dražbo cvetja na svetu. Tudi stavba, v kateri organizirajo dražbe v Aalsmeerju, je med največjimi na svetu, v smislu tlorisne površine, saj obsega kar 990.000,00 m², zagotovo pa je to največja trgovska zgradba na svetu . Ceno cvetja iz vsega sveta (Evrope, Kolumbije, Kenije) in od drugod tukaj določajo na podlagi dnevne ponudbe in povpraševanja.
Vsak dan (razen ob sobotah in nedeljah) se tukaj trguje s 19 milijoni kosi cvetja in 2 milijoni drugih rastlin, v večjih ali manjših paketih, na dražbah, ki se odvijajo pod 13 velikimi urami. Obiskovalci borze cvetja v Aalsmeerju si lahko dražbe ogledajo s posebej za te namene zgrajene galerije. 
1. januarja 2008 se je družba VBA, ki je vodila tukajšnje dražbe, združila s svojim največjim tekmecem, družbo Flora Holland.